# 察罕不花
察罕不花，元朝官员，康里人，博罗普化的儿子。
察罕不花領其父所掌宿衛。天曆元年（1328年），在汴州迎見怀王图帖睦尔，图帖睦尔即位为元文宗，察罕不花入直宿衛，為溫都赤。拜为監察御史，历任御史台经历、中書右司郎中。官至中憲大夫、隆禧总管府副达鲁花赤。

## 家系
- 祖父：斡罗思
  - 父：博羅普化
    - 察罕不花

  - 叔：慶童